# 김진서 (피겨스케이팅 선수)
김진서 (1996년 11월 29일 ~ )는 대한민국의 남자 피겨 스케이팅 선수이다. 2011년 한국 선수권 주니어 챔피언이자 2012년, 2014년 한국 선수권 남자 싱글 시니어 챔피언이며 2012 ISU 주니어 그랑프리 3차 대회 동메달리스트이다. 2014년 세계선수권에서는 한국 남자 싱글 역사상 최초로 200점대를 돌파하여 인정을 받고 있다.

## 학력
- 서울대청초등학교 졸업
- 오륜중학교 졸업
- 갑천고등학교 졸업
- 한국체육대학교 재학

## 경력

### 초창기
3살 때부터 앓은 건선 치료를 위해 우슈, 인라인스케이트, 태권도, 수영 등을 배웠고 묘기줄넘기 선수로도 활동했다. 피겨 스케이트는 '서늘한 곳에서 운동하면 좋다'는 의사의 권유에 따라 11살 때부터 시작했다. 2009년에 처음 대회에 참가했고, 2010-2011시즌 종합선수권 남자 주니어 우승을 차지했다.

### 2011-2012 시즌
연습 도중 고막이 터지는 부상을 입어 훈련하지 못했고, 주니어그랑프리 선발전에서 탈락하면서 국제대회 데뷔를 하지 못했다. 이후 2012년 1월 전국남녀피겨스케이팅 종합선수권 대회 남자 시니어 부문에서 총점 186.44점을 얻어 우승을 차지했다.

### 2012-2013 시즌
2012년 주니어 그랑프리 선발전에서 2개의 출전권을 얻어 ISU 주니어 그랑프리 3차 오스트리아, 6차 크로아티아 대회에서 국제대회에 데뷔했다. 3차 대회에서 쇼트 프로그램에서는 10위에 머물렀으나 프리 스케이팅에서 2위를 차지하며 총점 175.87점으로 동메달을 차지한다. 이 대회에서 2013 세계선수권 출전을 위한 프리 스케이팅 최소 기술점을 따냈다. 이후 6차 대회에서 다시 쇼트에서 8위를 했지만 프리 스케이팅에서 3위를 차지해 종합 4위를 기록한다. 주니어 그랑프리 시리즈 이후 시니어 세계선수권을 위한 쇼트 프로그램 기술점 획득을 위해 독일 도르트문트에서 열린 NRW 트로피에 참가하여 쇼트 최소기술점을 충족하며 2013 세계선수권 참가 기준을 충족하게 된다. 2013년 종합선수권에서는 이준형에 이어 2위를 차지했지만 세계선수권 출전 최소기술점을 모두 충족한 남자 선수가 김진서 1명밖에 없어 세계선수권 출전 티켓을 거머쥐었다. 캐나다 런던에서 열린 2013 세계선수권 쇼트 프로그램에서 60.75점을 기록하며 26위에 머무르며 프리 컷을 통과하지 못했다.

### 2013-2014 시즌
소치 올림픽 티켓 획득을 위한 2013 네벨혼 트로피 대회 참가선수 선발전에서 우승하며 네벨혼 트로피에 참가하게 되었고, 주니어그랑프리 선발전에서 2위를 차지하며 2개 대회에 참가하게 된다. 1차 라트비아 대회에서는 프리 스케이팅에서 다소 부진하여 총점 169.97점으로 6위를 차지했다. 이후 독일 오버스트도르프에서 열린 네벨혼 트로피에서는 프리 스케이팅에서 14위까지 끌어올리며 만회했지만 쇼트 프로그램에서의 부진으로 소치 올림픽 티켓 획득에는 실패한다. 하지만 이후 에스토니아 탈린에서 열린 주니어그랑프리 7차 대회에서 쇼트 56.25, 프리 스케이팅 총점 128.28점, 총점 184.53점을 획득하며 프리, 총점에서 개인 최고점을 경신한다. 김진서가 7차 대회에서 획득한 184.53점은 ISU 공인 대회에서 한국 남자 싱글 선수로는 최초로 기록한 180점 이상의 점수를 받았다. 11월 열린 랭킹 대회에서는 3위를 차지해 4대륙선수권 출전을 확정했고, 2014년 1월 종합선수권에서는 쇼트 72.92, 프리 136.43, 총점 209.35점으로 한국 선수권 남자 싱글 역사상 최고 점수를 기록하며 2년만에 종합선수권 우승을 차지했다. 이후 발목 부상으로 인해 2월, 4대륙선수권을 기권하였다. 3월, 일본 사이타마에서 열린 2014년 세계선수권에서는 모든 점프를 성공하며 쇼트 69.56점을, 두 개의 더블링을 제외한 모든 점프를 성공하여 프리 133.24점으로 개인 최고점을 세웠다. 한국 남자 싱글 선수로는 최초로 200점대를 돌파하며 총점 202.80점을 기록해 16위에 올랐다.

### 2014-2015 시즌
14-15 시즌 김진서는 한국 남자 피겨 사상 최초로 시니어 그랑프리에 배정받았다. 김진서가 배정받은 대회는 2014 3차 컵 오브 차이나와 6차 NHK 트로피이다. 14-15 시즌 남싱 시니어 그랑프리 전체에서는 세번째 최연소로 자력으로 배정받은 선수 중에서는 두번째로 최연소이다. 주니어를 졸업하게 된 김진서는 2014 아시안 트로피에서 시즌 첫 프로그램을 선보였다. 여기서 김진서는 209.07점을 기록해 은메달을 따게 된다. 김진서는 이 대회에서 부족하다고 평가받던 기본 요소가 향상된 모습과 안정적인 점프 컨시를 보여줬다. 그리고 14-15시즌부터 처음 생긴 챌린저 시리즈 2014 네펠라 트로피에서 본인 퍼스널 베스트와 함께 ISU 공인대회 남자 피겨 최고점인 207.34점을 기록해 2위를 차지했다. 두 번의 시니어 그랑프리에 나간 김진서는 두 대회 다 9위에 머물게 된다.
2015년 서울 사대륙선수권대회에서는 쇼트에서 예정했던 3A를 싱글팝해버리며 17위에 머물렀다. 그러나 프리스케이팅에서 팬들이 염원하던 가을의 전설을 두시즌만에 처음으로 클린해 기립박수를 자아냈다. 최종 순위는 15위.
2015년 탈린 주니어 세계선수권에서는 쇼트에서 출전자 중 유일하게 프로토콜에 감점이 하나도 없는 클린 연기를 보이며 4위를 하였다. 이 경기에서 3T-3T콤비네이션에서 회전수를 채우고도 높이가 남는 모습을 보여주며 팬들사이에선 쿼드에 대한 낙관적인 전망도 나왔다. 74.43으로 개인 쇼트 최고점수와 한국 남싱 국제경기 쇼트 최고점수[5]를 동시에 갱신했다. 참고로 쇼트에서 김진서 선수가 이긴 선수들은 중국 내셔널 챔피언 진보양, 14 주니어 그랑프리 파이널 준우승자 야마모토 소타 등등 쟁쟁한 선수들이다. 프리에서는 롱엣지가 잡히는 플립점프를 빼고 더악을 들고오는 구성의 변화를 주었다. 수행은 전반적으로 무난했으나 트리플 룹에서 팝하는 실수를 범하고 최종순위 9위로 다음 주니어 세계선수권에서 남자싱글 출전권을 두장으로 늘려오는 좋은 성적을 거두었다.

## 프로그램
| 시즌      | 쇼트                                          | 프리                                                               | 갈라                                   |
| --------- | --------------------------------------------- | ------------------------------------------------------------------ | -------------------------------------- |
| 2015-2016 | Moonlight Sonata (안무 : 미야모토 겐지)       | 영화 '사랑은 비를 타고(Singing In The Rain) (안무 : 미야모토 겐지) |                                        |
| 2014-2015 | Jazz medley (안무 : 스테판랑비엘)             | 영화 '가을의 전설(Legends Of The Fall) (안무 : 데이비드 윌슨)      | 으르렁 EXO                             |
| 2013-2014 | Mask - 영화 'Mask' OST (안무 : 데이비드 윌슨) | 영화 '가을의 전설(Legends Of The Fall) (안무 : 데이비드 윌슨)      | 으르렁 EXO Mask - 영화 'Mask' OST      |
| 2012-2013 | Almoraima by Paco De Lucia (안무 : 신예지)    | Dralion & Varekai from Cirque Du Soleil (안무 : 신예지)            | Fantastic baby by 빅뱅 (안무 : 신예지) |
| 2011-2012 | Almoraima by Paco De Lucia (안무 : 신예지)    | 아이리스 OST (안무 : 신예지)                                       | Hands Up 2PM                           |
| 2010-2012 | 영화 '전우치' OST                             | 아이리스 OST (안무 : 신예지)                                       |                                        |

## 대회기록

### 주요 경기 결과
| 결과                        | 결과              | 결과              | 결과              | 결과              | 결과              | 결과              |
| 국제대회 : 시니어           | 국제대회 : 시니어 | 국제대회 : 시니어 | 국제대회 : 시니어 | 국제대회 : 시니어 | 국제대회 : 시니어 | 국제대회 : 시니어 |
| 경기                        | 2010–11           | 2011–12           | 2012–13           | 2013–14           | 2014–15           | 2015–16           |
| --------------------------- | ----------------- | ----------------- | ----------------- | ----------------- | ----------------- | ----------------- |
| 세계 선수권                 |                   |                   | 26                | 16                |                   |                   |
| 주니어 세계선수권           |                   |                   |                   |                   | 9                 |                   |
| 4대륙 선수권                |                   |                   | 19                |                   | 15                | 10                |
| 그랑프리 스케이트 캐나다    |                   |                   |                   |                   |                   | 9                 |
| 그랑프리 트로피 에릭 봉파르 |                   |                   |                   |                   |                   | 9                 |
| 그랑프리 NHK 트로피         |                   |                   |                   |                   | 9                 |                   |
| 그랑프리 컵 오브 차이나     |                   |                   |                   |                   | 9                 |                   |
| 온드레이 네펠라 트로피      |                   |                   |                   |                   | 2                 |                   |
| 아시안 트로피               |                   |                   |                   |                   | 2                 |                   |
| 네벨혼 트로피               |                   |                   |                   | 20                |                   |                   |
| NRW 트로피                  |                   |                   | 7                 |                   |                   |                   |
| 아이스 스타                 |                   |                   |                   |                   |                   | 1                 |
| 국제대회 : 주니어 , 노비스  |                   |                   |                   |                   |                   |                   |
| 주니어 그랑프리 에스토니아  |                   |                   |                   | 6                 |                   |                   |
| 주니어 그랑프리 라트비아    |                   |                   |                   | 6                 |                   |                   |
| 주니어 그랑프리 크로아티아  |                   |                   | 4                 |                   |                   |                   |
| 주니어 그랑프리 오스트리아  |                   |                   | 3                 |                   |                   |                   |
| 동계 청소년 대회            | 1 N.              |                   |                   |                   |                   |                   |
| 국내대회                    |                   |                   |                   |                   |                   |                   |
| 종합 선수권                 | 1 J.              | 1                 | 2                 | 1                 | 2                 |                   |
| 회장배 랭킹대회             |                   | 4                 | 1                 | 3                 | 2                 | 2                 |
| 동계 체육대회               | 1 (중)            | 3 (중)            |                   | 3 (고)            |                   |                   |
| J. = 주니어; N. = 노비스    |                   |                   |                   |                   |                   |                   |

### 경기 세부 결과
| 2015–2016 시즌            | 2015–2016 시즌                         | 2015–2016 시즌 | 2015–2016 시즌 | 2015–2016 시즌 | 2015–2016 시즌 |
| 날짜                      | 대회                                   | 레벨           | 쇼트           | 프리           | 합계           |
| ------------------------- | -------------------------------------- | -------------- | -------------- | -------------- | -------------- |
| 2016년 2월 16일-21일      | 4대륙 선수권                           | 시니어         | 12 65.13       | 11 136.30      | 10 201.43      |
| 2015년 12월 4일-6일       | 회장배 전국 남녀 피겨스케이팅 랭킹대회 | 시니어         | 1 74.68        | 2 136.53       | 2 211.21       |
| 2015년 11월 13일 – 15일   | 그랑프리, 트로피 에릭 봉파르           | 시니어         | 9 71.24        | 취소           | 9              |
| 2015년 10월 30일-11월 1일 | 그랑프리, 스케이트 캐나다              | 시니어         | 8 68.64        | 10 127.20      | 9 195.84       |
| 2015년 10월 9일-11일      | 아이스 스타                            | 시니어         | 1 65.26        | 1 144.30       | 1 209.56       |

| 2014–2015 시즌        | 2014–2015 시즌                         | 2014–2015 시즌 | 2014–2015 시즌 | 2014–2015 시즌 | 2014–2015 시즌 |
| 날짜                  | 대회                                   | 레벨           | 쇼트           | 프리           | 합계           |
| --------------------- | -------------------------------------- | -------------- | -------------- | -------------- | -------------- |
| 2015년 3월 2일-8일    | 주니어 세계선수권                      | 주니어         | 4 74.43        | 11 127.82      | 9 202.25       |
| 2015년 2월 10일-15일  | 4대륙 선수권                           | 시니어         | 17 61.53       | 13 138.11      | 15 199.64      |
| 2015년 1월 7일-9일    | 제69회 종합 선수권                     | 시니어         | 1 69.27        | 2 128.57       | 2 197.84       |
| 2014년 12월 5일-7일   | 회장배 전국 남녀 피겨스케이팅 랭킹대회 | 시니어         | 1 69.52        | 2 118.06       | 2 187.58       |
| 2014년 11월 28일-30일 | 그랑프리, NHK 트로피                   | 시니어         | 9 65.69        | 9 131.51       | 9 197.20       |
| 2014년 11월 7일 – 9일 | 그랑프리, 컵 오브 차이나               | 시니어         | 9 62.46        | 9 121.00       | 9 183.46       |
| 2014년 10월 1일-5일   | 온드레이 네펠라 메모리얼               | 시니어         | 1 71.44        | 3 135.90       | 2 207.34       |
| 2014년 8월 6일-10일   | 아시안 트로피                          | 시니어         | 2 69.82        | 3 139.25       | 2 209.07       |

| 2013–2014 시즌          | 2013–2014 시즌                         | 2013–2014 시즌 | 2013–2014 시즌 | 2013–2014 시즌 | 2013–2014 시즌 |
| 날짜                    | 대회                                   | 레벨           | 쇼트           | 프리           | 합계           |
| ----------------------- | -------------------------------------- | -------------- | -------------- | -------------- | -------------- |
| 2014년 3월 24일-30일    | 세계 선수권                            | 시니어         | 13 69.56       | 16 133.24      | 16 202.80      |
| 2014년 1월 3일-5일      | 제68회 종합 선수권                     | 시니어         | 1 72.92        | 2 136.43       | 1 209.35       |
| 2013년 11월 22일-24일   | 회장배 전국 남녀 피겨스케이팅 랭킹대회 | 시니어         | 3 60.53        | 3 118.39       | 3 179.46       |
| 2013년 10월 9일-13일    | 주니어 그랑프리, 에스토니아            | 주니어         | 10 56.25       | 4 128.28       | 6 184.53       |
| 2013년 9월 25일-28일    | 네벨혼 트로피                          | 시니어         | 30 44.92       | 14 116.37      | 20 161.29      |
| 2013년 8월 27일-9월 1일 | 주니어 그랑프리, 라트비아              | 주니어         | 4 60.69        | 6 109.28       | 6 169.97       |
| 2012–2013 시즌          |                                        |                |                |                |                |
| 날짜                    | 대회                                   | 레벨           | 쇼트           | 프리           | 합계           |
| 2013년 3월 10일-17일    | 세계 선수권                            | 시니어         | 26 60.75       | – –            | – –            |
| 2013년 2월 6일-11일     | 4대륙 선수권                           | 시니어         | 17 58.04       | 19 112.97      | 19 171.01      |
| 2013년 1월 4일-6일      | 제67회 종합 선수권                     | 시니어         | 2 60.21        | 2 121.13       | 2 181.34       |
| 2012년 12월 5일-9일     | NRW 트로피                             | 시니어         | 3 69.95        | 7 124.03       | 7 193.68       |
| 2012년 11월 2일-4일     | 회장배 전국 남녀 피겨스케이팅 랭킹대회 | 시니어         | 1 58.93        | 1 124.82       | 1 183.75       |
| 2012년 10월 26일-28일   | 주니어 그랑프리, 크로아티아            | 주니어         | 8 51.37        | 3 125.06       | 4 176.43       |
| 2012년 9월 12일-15일    | 주니어 그랑프리, 오스트리아            | 주니어         | 10 49.60       | 2 126.27       | 3 175.87       |
| 2011–2012 시즌          |                                        |                |                |                |                |
| 날짜                    | 대회                                   | 레벨           | 쇼트           | 프리           | 합계           |
| 2012년 1월 6일-8일      | 제66회 종합 선수권                     | 시니어         | 1 62.55        | 1 123.89       | 1 186.44       |
| 2011년 11월 24일-25일   | 회장배 전국 남녀 피겨스케이팅 랭킹대회 | 시니어         | 6 43.59        | 4 107.42       | 4 151.01       |
| 2010–2011 시즌          |                                        |                |                |                |                |
| 날짜                    | 대회                                   | 레벨           | 쇼트           | 프리           | 합계           |
| 2011년 1월 27일-30일    | ICG 켈로나 동계 국제 청소년 대회       | 노비스         | 1 41.02        | 1 88.01        | 1 129.03       |
| 2011년 1월 14일-16일    | 제65회 종합 선수권                     | 주니어         | 1 52.38        | 1 90.18        | 1 142.56       |

- 개인 최고점은 볼드처리
- 시즌 최고점은 이탤릭체